# Zentrale Grenzwertsätze
Als zentrale Grenzwertsätze (ZGWS) bezeichnet man eine Klasse schwacher Konvergenzaussagen aus der Wahrscheinlichkeitstheorie, die zu den Grenzwertsätzen der Stochastik gezählt werden. Sie befassen sich mit der Konvergenz in Verteilung bzw. der schwachen Konvergenz von Folgen von Zufallsvariablen. Dabei unterscheiden sich die einzelnen Aussagen wesentlich in ihrer Allgemeinheit. Beispielsweise existieren sowohl Versionen, die nur für binomialverteilte Zufallsvariablen gültig sind, als auch Versionen für Zufallsvariablen mit Werten in Funktionenräumen. Allen Sätzen gemeinsam ist die Aussage, dass die Summe einer großen Anzahl von unabhängigen Zufallsvariablen asymptotisch einer stabilen Verteilung folgt. Bei endlicher und positiver Varianz der Zufallsvariablen ist die Summe annähernd normalverteilt, was die Sonderstellung der Normalverteilung erklärt.
Wird von „dem“ zentralen Grenzwertsatz gesprochen, so ist meist der zentrale Grenzwertsatz von Lindeberg-Lévy gemeint.

## Fragestellung
In ihrer einfachsten Form beschäftigen sich die zentralen Grenzwertsätze damit, unter welchen Bedingungen die skalierte Summe von Zufallsvariablen gegen die Standardnormalverteilung konvergiert:
{\displaystyle f(n)\sum _{i=1}^{n}\left(X_{i}-g(i)\right){\stackrel {n\to \infty }{\longrightarrow }}{\mathcal {N}}(0,1)\;} in Verteilung
für passend gewählte Funktionen {\displaystyle f,g}.
Eine erste Aussage dieser Art ist der zentrale Grenzwertsatz von de Moivre-Laplace, der diese Frage für eine Folge von binomialverteilten Zufallsvariablen zum Parameter {\displaystyle 0<p<1} beantwortet. Er beruht auf Arbeiten von Abraham de Moivre und Pierre-Simon Laplace aus den Jahren 1730 und 1812 und liefert als Kriterien für die Konvergenz
{\displaystyle f(n)={\frac {1}{\sqrt {np(1-p)}}}}   und   {\displaystyle g(n)=p}.
Bekannteste Aussage ist der zentrale Grenzwertsatz von Lindeberg-Lévy, der für eine unabhängig und identisch verteilte Folge von Zufallsvariablen mit endlichem Erwartungswert {\displaystyle \mu } und endlicher Varianz {\displaystyle \sigma ^{2}>0}
{\displaystyle f(n)={\frac {1}{\sqrt {\sigma ^{2}n}}}}   und   {\displaystyle g(n)=\mu }
liefert.
Wichtige hinreichende Bedingungen für die Konvergenz sind die Ljapunow-Bedingung (Zentraler Grenzwertsatz von Ljapunow) sowie die Lindeberg-Bedingung (Lindeberg-Theorem). Dabei werden anstelle von Folgen von Zufallsvariablen teils auch Schemata von Zufallsvariablen betrachtet.
Eine notwendige Bedingung für die Konvergenz gegen die Normalverteilung liefert der Satz von Feller, der auch mit dem Lindeberg-Theorem zum Zentralen Grenzwertsatz von Lindeberg-Feller zusammengefasst wird.

## Allgemeinere Fragestellungen
Die obige Fragestellung lässt sich in verschiedene Richtungen verallgemeinern.
Eine Möglichkeit ist, nicht nach Kriterien zu suchen, unter denen die Konvergenz gegen die Standardnormalverteilung stattfindet, sondern die Konvergenz gegen stabile Verteilungen zu untersuchen. Dies sind diejenigen Verteilungen, die als Grenzwert einer reskalierten Summe von Zufallsvariablen in Frage kommen.
Eine weitere Möglichkeit ist, höherdimensionale Versionen zu untersuchen. Dies reicht von der Konvergenz in Verteilung von Zufallsvektoren gegen die mehrdimensionale Normalverteilung (Mehrdimensionaler zentraler Grenzwertsatz) bis hin zur Untersuchung der Verteilungskonvergenz auf unendlichdimensionalen Räumen wie dem Raum der stetigen Funktionen (funktionaler zentraler Grenzwertsatz, Donskersches Invarianzprinzip).